# Alameda São Boaventura
Alameda São Boaventura  é uma das principais vias de Niterói e o principal acesso dos moradores do bairro do Fonseca. 

## História
É bastante utilizada, não só por moradores de Niterói como também do Rio de Janeiro e região, para acesso a Região dos Lagos e para o município de São Gonçalo, o que gera bastante engarrafamentos principalmente nos horários de pico. Na alameda situa-se o Horto Botânico de Niterói. É uma das maiores avenidas da cidade. Ela faz parte da RJ-104, mas está sob jurisdição do município.

## Dados gerais
- Início  : Ponto Cem Réis
- Término  : Largo do Moura (início da RJ-104)
- Extensão : 3.6 km
- Bairros que corta : Fonseca, Santana e São Lourenço

## Ver também

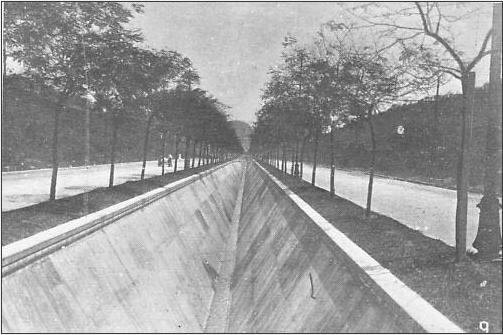
1909